# Prepona pallidior
Prepona pallidior är en fjärilsart som beskrevs av Hans Fruhstorfer 1904. Prepona pallidior ingår i släktet Prepona och familjen praktfjärilar. Inga underarter finns listade i Catalogue of Life.